# 新竹縣立竹北國民中學
新竹縣立竹北國民中學，簡稱竹北國中，位於新竹縣竹北市中正西路154號的一所國民中學，前身為新埔中學竹北分校，創立於1956年，建校初期暫借鄰近的竹北國小為臨時校址，並於1960年正名為「新竹縣立竹北初級中學」，1968年因九年國民義務教育，改為現稱「新竹縣立竹北國民中學」。

## 沿革
- 1956年，創立前身新埔中學竹北分校，暫借竹北國小為臨時校址。
- 1960年，正名「新竹縣立竹北初級中學」。
- 1968年，因九年國民義務教育，改為「新竹縣立竹北國民中學」。
- 1973年，成立夜補校。
- 1989年，成立美術班。

## 歷任校長
- 第一任：張正春，1960年-1966年
- 第二任：李左彰，1966年-1978年
- 第三任：鄧迅之，1978年-1983年
- 第四任：謝維嶽，1983年-1992年
- 第五任：張金隆，1992年-1997年
- 代理兼任：鄭飄，1997年-1998年
- 第六任：陳梅芳，1998年-2003年
- 第七任：黃增新，2003年-2008年
- 第八任：陳能森，2008年-2012年
- 第九任：張竹秀，2012年-2015年
- 第十任：劉安倫，2015年-2022年
- 第十一任：陳美君，2022年-至今

## 學校特色

### 美術班
與竹東國中為新竹縣內唯二具有藝術才能美術班的國中。鄰近的新社國小是新竹縣內唯一有的藝術才能美術班的國小，三校每年3-5月間於新竹縣立文化局美術館舉辦畢業美術展。

## 知名校友
- 黃安，演員、歌手
- 陳喬恩，演員
- 林為洲，立法委員

## 外部連結
- 新竹縣立竹北國民中學官網 （页面存档备份，存于）